# William FitzWilliam (Lord Deputy)
Sir William FitzWilliam (1526-1599) est un Lord anglais d'Irlande et ensuite un Lord Deputy d'Irlande. En 1587, en tant que gouverneur du château de Fotheringhay, il supervise l'exécution de la peine de mort prononcée contre Marie Stuart, reine d'Écosse. Il fut député de circonscription britannique de Peterborough et représenta le comté de Carlow à la Chambre des communes irlandaise. Il vécut à Gainspark, Essex et Milton Hall.

## Jeunesse
FitzWilliam nait à Milton Hall, Northamptonshire, fils aîné de Sir William (décédé en 1576) et petit-fils de William Fitzwilliam, shérif de Londres, qui était trésorier et chambellan du cardinal Wolsey et acheta Milton Hall en 1506. Du côté de sa mère, FitzWilliam était lié au comte de Bedford, à qui il devait son introduction au roi Édouard VI.

## Famille

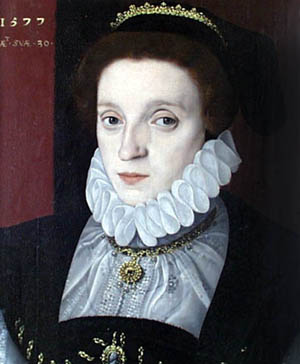
Lady Anne (Sidney) Fitzwilliam, 1577

En 1543, FitzWilliam épouse Anne (Agnes) Sidney (décédée en 1602), fille de Sir William Sidney de Penshurst Place. Elle est la sœur de Frances Radclyffe, comtesse de Sussex, qui fonda le Sidney Sussex College, à Cambridge. Son frère, Sir Henry Sidney, est marié à Lady Mary Dudley. Ils sont les parents de Mary Sidney, Sir Philip Sidney et Robert Sidney, 1er comte de Leicester. Ses beaux-frères comprennent Sir William Dormer, Sir James Harington et Thomas Radclyffe, 3e comte de Sussex. Les Fitzwilliams ont quatre enfants :
- Sir William Fitzwilliam (mort en 1618), de Gainspark et Milton Hall. Il est député de Peterborough en 1571, 1584 et 1586. Il épouse Winnifred, fille de sir Walter Mildmay et nièce de sir Francis Walsingham. Leur fils, William, créée le 1er baron FitzWilliam, 1620[1].
- John Fitzwilliam (1554-1612)
- Anne Fitzwilliam
- Phillipa Fitzwilliam, mariée à Sir Thomas Coningsby, de Hampton Court, dans le Herefordshire. Ils étaient les parents de Fitzwilliam Coningsby.

## Député
Il est élu député de Peterborough en octobre 1553, 1559 et remplace le membre décédé en 1581.

## Carrière irlandaise
En 1559, FitzWilliam fut nommé vice-trésorier de l'Irlande et fut élu membre de la Chambre des communes irlandaise pour représenter le Co Carlow. Son comportement en tant que trésorier a provoqué des allégations de corruption à son encontre et, bien que cela n’ait jamais été prouvé, elles l’ont poursuivi tout au long de sa carrière[réf. nécessaire] Entre 1559 et 1571, il a exercé cinq fois les fonctions de Lord Justice of Ireland (pendant les absences du comte de Sussex et de son successeur, Sir Henry Sidney). En 1571, il est nommé au poste de lord suppléant lui-même, mais, à l'instar des autres serviteurs de la reine Elizabeth, il reçoit de rares allocations du Trésor. Son gouvernement est ainsi marqué par la pénurie et ses maux, l’inefficacité, la mutinerie et l’anarchie généralisée.
FitzWilliam se brouille avec Sir Edward Fitton (1527-1579), président du comté de Connaught, mais réussit à contraindre le comte de Desmond à se soumettre en 1574. Il déteste l'expédition coloniale en Ulster du comté d'Essex, et a une autre dispute avec Fitton. Après une grave maladie, il est autorisé à démissionner de son poste.
Après son retour en Angleterre en 1575, FitzWilliam est nommé gouverneur du château de Fotheringhay, où il supervise l'exécution de la peine de mort prononcée à l'encontre de Marie Stuart, reine d'Écosse.

## Dernière tournée en Irlande
En 1588, FitzWilliam se retrouve de nouveau en Irlande en tant que Lord Deputy. Bien qu'âgé et malade, il fait preuve d'une grande activité dans la conduite des expéditions et trouve le temps de se disputer avec Sir Richard Bingham (1528-1599), le nouveau président de Connaught. Il s’appuie fortement sur Sir Robert Gardiner, juge en chef irlandais, et refuse sa demande pour être autorisé à prendre sa retraite pour des raisons de santé, affirmant que Gardiner est si "sage, tempéré et utile" qu'il ne pouvait être épargné, malgré sa charge de travail écrasante.
Son prédécesseur est Sir John Perrot. FitzWilliam saisit immédiatement l'occasion de le discréditer en donnant son appui aux allégations d'un prêtre renégat selon lesquelles Perrot aurait comploté avec le roi Philippe II d'Espagne pour renverser la reine. Les allégations sont frénétiques, mais ce sont ces critiques qui ont poussé Perrot à se rendre coupable de trahison à Westminster et à mourir en attendant sa sentence condamnation à mort en 1591[réf. nécessaire]
FitzWilliam mène une politique agressive à Connaught et en Ulster dès le début. Ces politiques bouleverse les compromis qui avaient procuré une paix inhabituelle dans une grande partie de l’île au cours des années précédentes. En 1588, une grande partie de l'Armada espagnole est détruite sur la côte irlandaise et FitzWilliam est responsable de l'exécution de pas moins de 2 000 survivants[réf. nécessaire].
La menace espagnole est facilement écartée et FitzWilliam accentue la pression sur les seigneurs d'Ulster qui doivent allégeance au comte de Tyrone. L'un de ces seigneurs, le Mac-Mahon, est mis à mort par l'autorité royale dans la ville de Monaghan en 1591, et il devient évident que le gouvernement de Dublin est déterminé à réduire radicalement le pouvoir des dirigeants gaéliques d'Ulster. Bien que Tyrone continue à faire preuve de loyauté envers la couronne, la voie avait été préparée pour une épreuve de force, et il entra en rébellion en 1595, au début de la guerre de neuf ans.[réf. nécessaire]
En 1594, FitzWilliam quitte définitivement l'Irlande et meurt cinq ans plus tard à Milton Hall

## Remarques
1. 1 2 3 4 5 6 7 8  Chisholm 1911, p. 449.